# Ludwig Meidner
Ludwig Meidner (Bernstadt an der Weide, 1884 – Darmstadt, 1966) è stato un pittore tedesco.

## Biografia
Nato a Bernstadt an der Weide, anche conosciuta come Bierutów, Meidner divenne allievo di uno scalpellino senza però terminare il suo apprendistato. Studiò alla Königlichen Kunst und Kunstgewerbeschule di Breslavia e, dal 1906 al 1907, all'Académie Julian e all'atelier di Fernand Cormon di Parigi dove incontrò e divenne amico di Amedeo Modigliani. Successivamente tornò in Germania per lavorare come illustratore di moda e dove dipinse diverse vedute di Berlino.
Nel 1912 iniziò una serie di dipinti che segnarono una svolta radicale nel suo stile e che avrebbero segnato la sua reputazione. I suoi apokalyptische landschaft ("paesaggi apocalittici") sono considerati alcuni anticipatori degli scenari della prima guerra mondiale. Le opere della serie, che venne prodotta rapidamente durante una febbrile ondata di calore, vengono a volte considerate fra le opere più puramente "espressioniste"; in esse delle comete attraversano il cielo come palle di cannone, divampano incendi, gli uomini urlano e fuggono per salvarsi la vita e gli edifici barcollano come se stessero per crollare.
Dopo la prima guerra mondiale si dedicò alla produzione di dipinti religiosi tra cui una lunga serie di ritratti di "profeti".  Meidner si dedicò anche alla produzione di autoritratti, che realizzò ispirandosi a Rembrandt. I suoi ritratti risalenti dal 1915 alla fine degli anni venti sono una galleria dei principali scrittori e poeti espressionisti e dadaisti. Meidner si rivolse sempre più alla scrittura, pubblicando diversi libri dalla prosa espressionista, e contribuì a molti articoli di giornale.
Per sfuggire alle repressioni antisemite, si trasferì a Colonia dove divenne insegnante d'arte in una scuola ebraica durante il 1935. Nel 1939 fuggì con la sua famiglia in Inghilterra (anche sua moglie Else Meidner era un'artista) dove venne internato come nemico alieno sull'Isola di Man. Rimase in Inghilterra, non riconosciuto, fu costretto a vivere in povertà fino al 1953, quando tornò in Germania. Durante gli anni dell'esilio creò molte opere tra cui disegni e acquerelli su temi religiosi, scene umoristiche e un ciclo sul tema dell'Olocausto.
Nel 1963 venne tenuta la sua prima grande mostra dal 1918 a Recklinghausen e Berlino. Morì il 14 maggio 1966 a Darmstadt, all'età di 82 anni.
Il lascito artistico di Meidner fa oggi parte delle collezioni del Museo Ebraico di Francoforte.